# Campionati europei di nuoto in vasca corta 2010 - Staffetta 4x50 metri stile libero maschile
Le qualifiche per la finale si sono svolte la mattina del 28 novembre 2010, mentre la finale si è svolta la sera dello stesso giorno.

## Medaglie
| Posizione | Oro                                                                | Argento                                                            | Bronzo                                                                        |
| --------- | ------------------------------------------------------------------ | ------------------------------------------------------------------ | ----------------------------------------------------------------------------- |
| Paese     | Italia                                                             | Germania                                                           | Russia                                                                        |
| Atleti    | Luca Dotto Lucio Spadaro Filippo Magnini Marco Orsi Luca Leonardi* | Steffen Deibler Markus Deibler Stefan Herbst Christoph Fildebrandt | Daniil Izotov Evgeny Lagunov Vitaly Syrnikov Vladimir Bryukhov Artem Lobuzov* |

## Record
Prima della manifestazione il record del mondo (RM), il record europeo (EU) e il record dei campionati (RC) erano i seguenti.
| Record mondiale       | 1:20.77 | Francia | 14 dicembre 2008 Fiume, Croazia |
| Record europeo        | 1:20.77 | Francia | 14 dicembre 2008 Fiume, Croazia |
| Record dei campionati | 1:20.77 | Francia | 14 dicembre 2008 Fiume, Croazia |

Durante la competizione non sono stati migliorati record.

## Risultati batterie
| Pos. | Nazione     | Atleti | Tempo   | Batteria | Corsia | Note |
| ---- | ----------- | --- | ------- | -------- | ------ | ---- |
| 1    | Italia      | Luca Dotto (21.66) Lucio Spadaro (43.15) Luca Leonardi (1:04.87) Marco Orsi (1:26.33)                          | 1:26.33 | 1        | 5      |      |
| 2    | Paesi Bassi | Jan Kersten (22.38) Stefan De Die (44.14) Bas Van Velthoven (1:05.52) Robbert Donk (1:27.30)                   | 1:27.30 | 1        | 4      |      |
| 3    | Russia      | Vitaly Syrnikov (21.94) Vladimir Bryukhov (43.61) Evgeny Lagunov (1:05.19) Artem Lobuzov (1:27.54)             | 1:27.54 | 2        | 2      |      |
| 4    | Croazia     | Duje Draganja (22.57) Mario Todorovic (44.10) Ivan Levaj (1:06.16) Alexei Puninski (1:27.82)                   | 1:27.82 | 2        | 4      |      |
| 5    | Germania    | Steffen Deibler (22.47) Markus Deibler (44.20) Stefan Herbst (1:06.44) Christoph Fildebrandt (1:28.03)         | 1:28.03 | 2        | 5      |      |
| 6    | Rep. Ceca   | Petr Bartunek (22.89) Martin Verner (44.38) Jan Sefl (1:06.60) Michal Rubacek (1:28.36)                        | 1:28.36 | 2        | 3      |      |
| 7    | Belgio      | Jasper Aerents (22.09) Dieter Dekoninck (44.38) Emmanuel Vanluchene (1:06.50) Pieter Timmers (1:28.50)         | 1:28.50 | 2        | 6      |      |
| 8    | Norvegia    | Thomas Ole Fadnes (22.44) Aleksander Hetland (44.04) Sverre Naess (1:06.83) Gard Kvale (1:29.43)               | 1:29.43 | 1        | 6      |      |
| 9    | Lituania    | Paulius Viktoravicius (22.94) Giedrius Titenis (45.76) Vytautas Janušaitis (1:07.59) Matas Andriekus (1:30.80) | 1:30.80 | 1        | 3      |      |

## Finale
| Pos. | Nazione     | Atleti                                                                                                 | Tempo   | Corsia | Note |
| ---- | ----------- | --- | ------- | ------ | ---- |
|      | Italia      | Luca Dotto (21.38) Lucio Spadaro (42.81) Filippo Magnini (1:04.37) Marco Orsi (1:25.16)                | 1:25.16 | 4      |      |
|      | Germania    | Steffen Deibler (21.30) Markus Deibler (42.36) Stefan Herbst (1:03.77) Christoph Fildebrandt (1:25.19) | 1:25.19 | 2      |      |
|      | Russia      | Daniil Izotov (21.62) Evgeny Lagunov (42.68) Vitaly Syrnikov (1:04.09) Vladimir Bryukhov (1:25.81)     | 1:25.81 | 3      |      |
| 4    | Croazia     | Duje Draganja (21.86) Mario Todorovic (43.21) Mario Delac (1:04.73) Alexei Puninski (1:25.99)          | 1:25.99 | 6      |      |
| 5    | Paesi Bassi | Jan Kersten (22.31) Bas Van Velthoven (43.99) Robbert Donk (1:06.22) Robin Van Aggele (1:27.05)        | 1:27.05 | 5      |      |
| 6    | Belgio      | Jasper Aerents (21.85) Dieter Dekoninck (43.53) Emmanuel Vanluchene (1:05.48) Pieter Timmers (1:27.27) | 1:27.27 | 1      |      |
| 7    | Rep. Ceca   | Petr Bartunek (22.72) Martin Verner (44.09) Jan Sefl (1:05.70) Michal Rubacek (1:27.75)                | 1:27.75 | 7      |      |
| 8    | Norvegia    | Thomas Ole Fadnes (22.37) Aleksander Hetland (44.03) Sverre Naess (1:06.50) Gard Kvale (1:28.69)       | 1:28.69 | 8      |      |